# Anatolij Karułow
Anatolij Karułow (Karaułow) (ur. 1896, zm. po 1946) – generał brygady WP.
Pułkownik łączności Armii Czerwonej, od lutego 1942 generał-major, od października 1944 zastępca szefa wojsk łączności WP. Po zakończeniu wojny został zastępcą szefa Departamentu Łączności MON. 28 grudnia 1945 zakończył służbę w WP i powrócił do ZSRR. Dalsze jego losy nie są znane.